# Tryńcza
Tryńcza est une localité polonaise, siège de la gmina de Tryńcza, située dans le powiat de Przeworsk en voïvodie des Basses-Carpates.